# Classe Gepard (pattugliatore)
La motocannoniere missilistiche Typ 143A Gepard sono state delle unità litoranee d'attacco veloci della Deutsche Marine evoluzione delle unità della Typ 143 Albatros, rispetto alle quali sono state riequipaggiate per migliorare la difesa aerea, rinunziando a parte dell'armamento artiglieresco e silurante.

## Caratteristiche
Le Gepard hanno un solo cannone OTO Melara da 76mm Compatto a fronte dei due della Classe Albatros ed è stato rimosso il cannone poppiero e i lanciasiluri, sostituiti con un lanciamissili per missili antiaerei RAM. Per il combattimento navale di superficie le unità sono armate oltre che con il cannone duale da 76mm, da quattro missili MM.38 Exocet che equipaggiano anche le Albatros; l'armamento è completato da due mitragliatrici MG50-1 per la difesa aerea ravvicinata e dalla predisposizione per il rilascio di mine.

## Unità
| sigla NATO | Sigla tedesca | Nome      | Call sign | Cantiere                | Varo              | Entrata in servizio | Disarmo                                                        |
| ---------- | ------------- | --------- | --------- | ----------------------- | ----------------- | ------------------- | -------------------------------------------------------------- |
| P6121      | S71           | Gepard    |           | Lürssen - Bremen        | 25 settembre 1981 | 7 dicembre 1982     | 12 dicembre 2014 dal 18 giugno 2016 nave museo a Wilhelmshaven |
| P6122      | S72           | Puma      |           | Lürssen - Bremen        | 8 febbraio 1982   | 17 febbraio 1983    | 14 dicembre 2015                                               |
| P6123      | S73           | Hermelin  |           | Krogenwerft - Rendsburg | 8 dicembre 1981   | 28 aprile 1983      | 16 novembre 2016                                               |
| P6124      | S74           | Nerz      |           | Lürssen - Bremen        | 18 agosto 1982    | 14 luglio 1983      | 31 marzo 2012                                                  |
| P6125      | S75           | Zobel     |           | Krogenwerft - Rendsburg | 30 giugno 1982    | 28 settembre 1983   | 16 novembre 2016                                               |
| P6126      | S76           | Frettchen |           | Lürssen - Bremen        | 26 gennaio 1983   | 16 dicembre 1983    | 16 novembre 2016                                               |
| P6127      | S77           | Dachs     |           | Krogenwerft - Rendsburg | 14 dicembre 1982  | 22 marzo 1984       | 31 marzo 2012                                                  |
| P6128      | S78           | Ozelot    |           | Lürssen - Bremen        | 7 giugno 1983     | 25 maggio 1984      | 18 dicembre 2014                                               |
| P6129      | S79           | Wiesel    |           | Lürssen - Bremen        | 8 agosto 1983     | 12 luglio 1984      | 14 dicembre 2015                                               |
| P6130      | S80           | Hyäne     |           | Lürssen - Bremen        | 5 ottobre 1983    | 13 novembre 1984    | 16 novembre 2016                                               |

## Galleria d'immagini

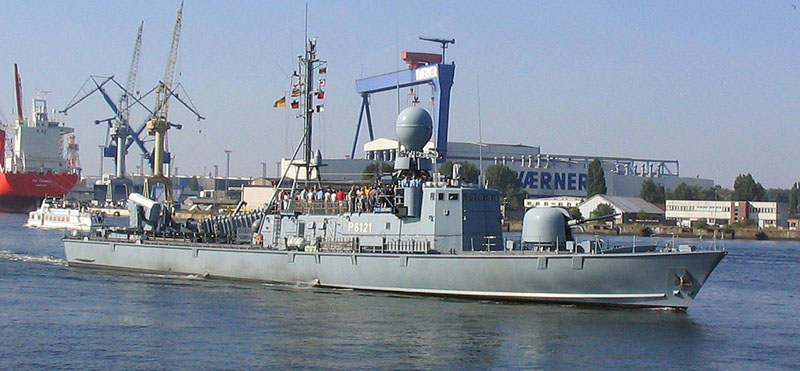
Typ 143A modificata con lanciamissili RAM al posto di cannone e siluri poppieri
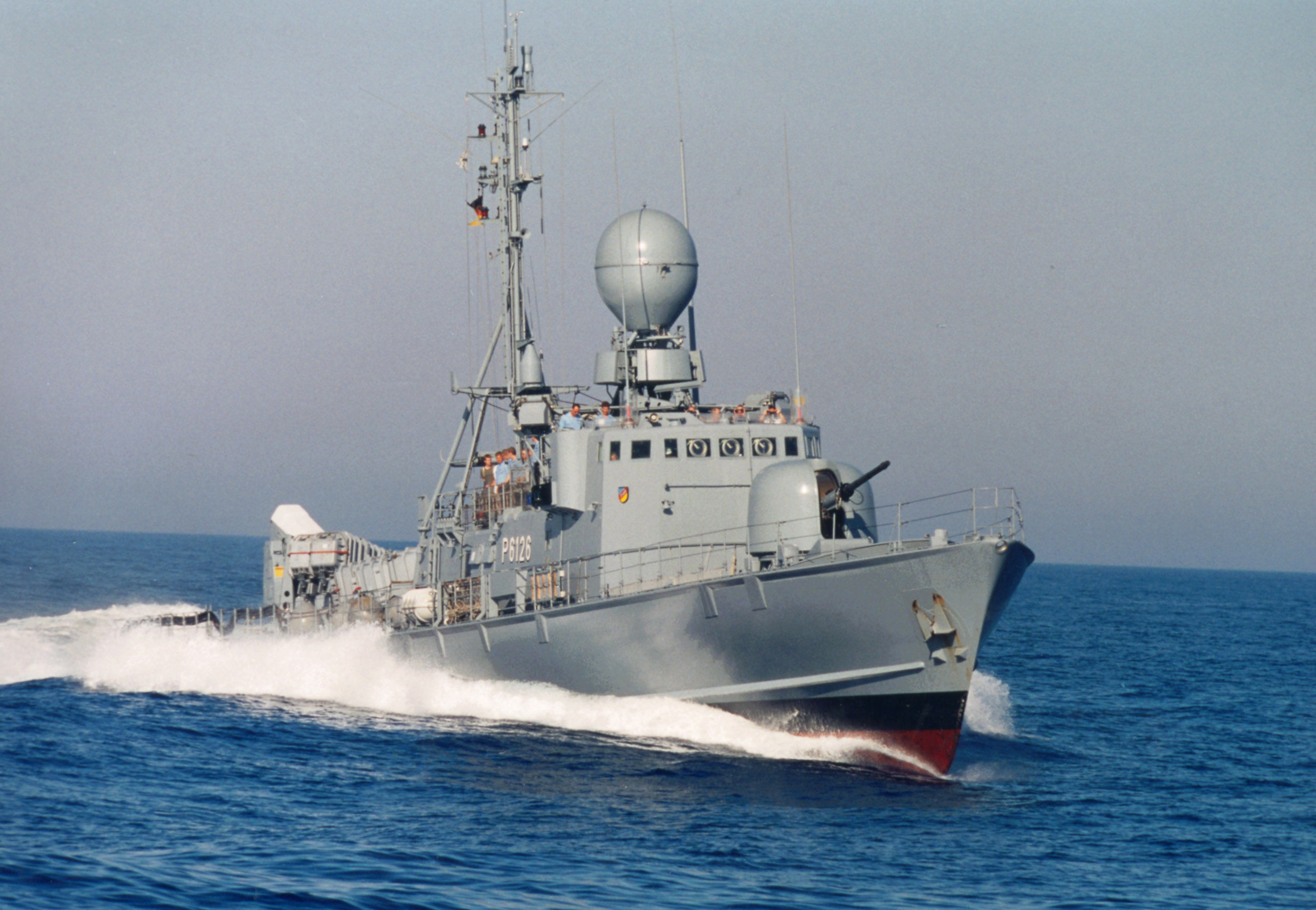
S 76 Frettchen in esercitazione
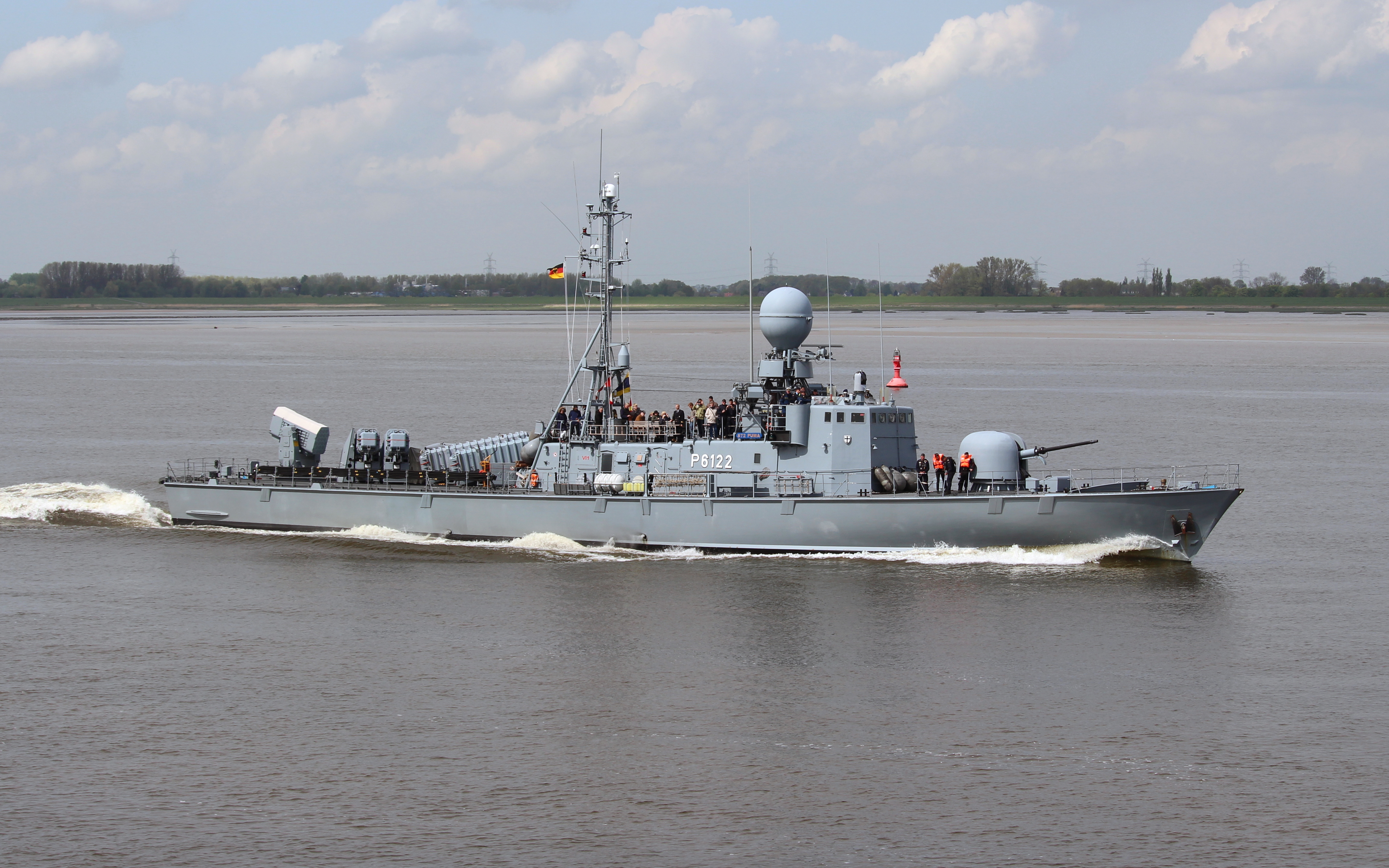
Il pattugliatore Puma ad Amburgo